# Sikkens Prize

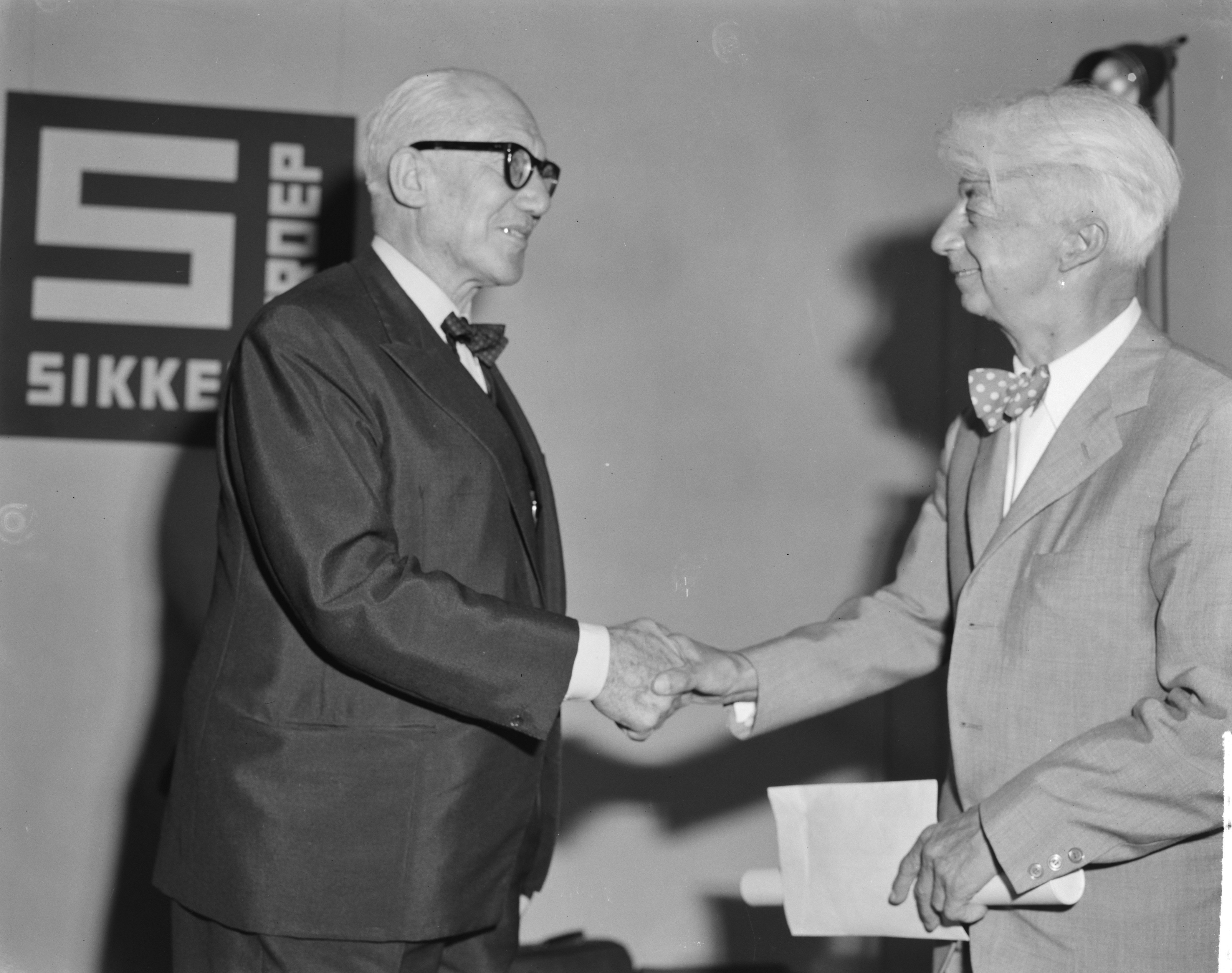
Le Corbusier (l.) bij de uitreiking in 1964

De Sikkens Prize is een Nederlandse prijs die wordt uitgereikt aan een kunstenaar, architect, vormgever, bedrijf of instelling die volgens het bestuur van de Sikkens Foundation een belangrijke bijdrage levert op het gebied van kleur.
In 1959 werd de eerste Sikkens Prize toegekend aan Gerrit Rietveld. Inmiddels is de prijs 40 keer uitgereikt aan nationale en internationale laureaten, waaronder Le Corbusier, Theo van Doesburg, Bridget Riley en David Chipperfield. Opvallende winnaars zijn de HEMA, de Hippies en de stadsreinigingsdienst van Parijs. Bijvoorbeeld laatstgenoemde kreeg de prijs toegekend vanwege het bijzondere gebruik van de kleur groen in de visuele identiteit van de gemeentelijke dienst. De meest recente winnaar is tuinarchitect Piet Oudolf. Hij ontving de prijs tijdens een ceremonie in Museum Voorlinden in Wassenaar op zondag 2 oktober 2022.

## Sikkens Foundation

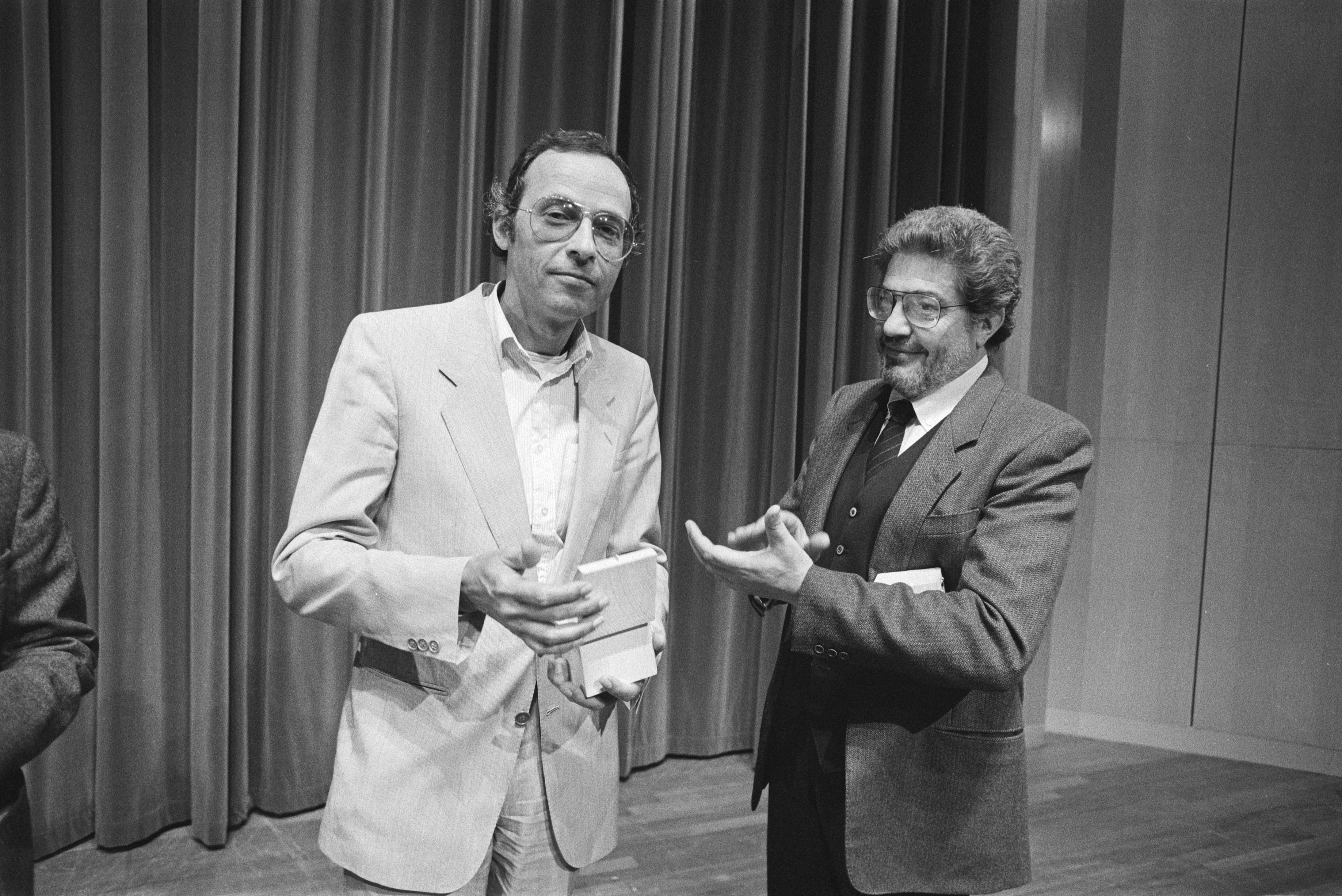
Filmregisseur Ettore Scola klapt voor medewinnaar Carel Weeber (1983)

De Sikkens Prize is een initiatief van de Sikkens Foundation. Het bestuur, dat uit wisselende leden uit de Nederlandse culturele sector bestaat, besluit aan wie de prijs wordt toegekend. De Sikkens Foundation vindt haar oorsprong bij verfproducent Sikkens, die de onafhankelijke stichting in 1959 oprichtte. Sikkens werd in de jaren 70 overgenomen door het bedrijf AkzoNobel. Sindsdien ondersteunt AkzoNobel de Sikkens Foundation.

## Winnaars van de Sikkens Prize
| Jaartal | Winnaar                                    |
| ------- | ------------------------------------------ |
| 2022    | Piet Oudolf                                |
| 2020    | Carolyn Porco                              |
| 2017    | Hella Jongerius                            |
| 2015    | David Chipperfield                         |
| 2012    | Bridget Riley                              |
| 2010    | David Bade                                 |
| 2007    | Krijn de Koning                            |
| 2004    | HEMA                                       |
| 1999    | Internationale Bauausstellung Emscher Park |
| 1999    | Claudio Magris                             |
| 1997    | John Gage                                  |
| 1995    | Propreté de Paris                          |
| 1995    | Adriaan Geuze                              |
| 1995    | Jan Dibbets                                |
| 1993    | Donald Judd                                |
| 1991    | Seamus Heaney                              |
| 1991    | Reinbert de Leeuw                          |
| 1989    | Oriol Bohigas                              |
| 1987    | Luciano Fabro                              |
| 1985    | Germano Tagliasschi & Riccardo Zanetta     |
| 1985    | Benno Premsela                             |
| 1983    | Carel Weeber                               |
| 1983    | Ettore Scola                               |
| 1981    | Jaap Drupsteen                             |
| 1979    | Rijksdienst voor de IJsselmeerpolders      |
| 1979    | Armando                                    |
| 1971    | Richard Paul Lohse                         |
| 1970    | De Hippies                                 |
| 1969    | Josef Svoboda                              |
| 1968    | Theo van Doesburg                          |
| 1967    | Maurice Agis & Peter Jones                 |
| 1966    | Peter Struycken                            |
| 1966    | Jan Slothouber & William Graatsma          |
| 1965    | Johannes Itten                             |
| 1964    | Livinus van de Bundt                       |
| 1964    | Le Corbusier                               |
| 1962    | Structure                                  |
| 1961    | Aldo van Eyck & Joost van Roojen           |
| 1960    | Aldo van Eyck & Constant Nieuwenhuys       |
| 1959    | Gerrit Rietveld                            |